# فرانتيشك رايتورال
فرانتشيك رايتورال (بالتشيكية: František Rajtoral)‏ (مواليد 12 مارس 1986 في بشيبرام - 23 أبريل 2017) لاعب كرة قدم تشيكي يجيد اللعب في مركز الظهير الأيمن ويلعب حاليا في نادي فيكتوريا بلزن التشيكي منذ 2009. توفي بضروف غامضة أثناء اقامته في تركيا، حيثُ وجد في داخل شقته مشنوقاً.

## روابط خارجية
- فرانتيشك رايتورال على موقع الاتحاد الأوربي (الإنجليزية)
- فرانتيشك رايتورال على موقع الاتحاد التشيكي (الإنجليزية)
- فرانتيشك رايتورال على موقع اتحاد تركيا (لاعب) (الإنجليزية)
- فرانتيشك رايتورال على موقع قاعدة بيانات كرة القدم.إي يو (الإنجليزية)
- فرانتيشك رايتورال على موقع ناشيونال فوتبول تيمز (الإنجليزية)
- فرانتيشك رايتورال على موقع Soccerway.com (الإنجليزية)
- فرانتيشك رايتورال على موقع عالم كرة القدم.نت (الإنجليزية)
- فرانتيشك رايتورال على موقع AS.com (الإسبانية)